# チャップマン・トウ
チャップマン・トウ（杜 汶澤、Chapman To Man Chak、1972年6月8日 - ）は、英領香港生まれの男性歌手・俳優・司会者である。数々のテレビ番組・ドラマ・映画に出演している。2020年、チャップマン・トウは台湾に移居。

## 来歴
本名はエドワード・ン（呉卓彰、Edward Ng Cheuk Cheung）。妻は女優兼ラジオ番組司会者のクリスタル・ティン（田蕊妮）。ダイオセサン男子校卒業。リッチ・アンド・フェイマス・タレント・マネージメント・グループ所属。

## 出演作品

### テレビドラマ (ATV)
- 愛者有其屋（1994年）
- 精武門（1995年）
- 千王之王重出江湖（1995年）
- 包青天（1995年） - 壮元府下人 役
- 等著你回来（1997年） - 唐少雄 役
- 97変色龍（1997年） - 馮曉棠 役
- 著数一族（1998年）
- 我和殭屍有個約会（1998年） - 金正中 役
- 我来自広州（1999年） - 周敬業 役
- 非常女警（1999年） - 非龍 役
- 英雄広東十虎（1999年）
- 南海十三郎（1999年）
- 宝島春夢（2000年） - 陳小扁 役
- 我和殭屍有個約会II（2000年） - 金正中 役
- 香港一家人（2000年）
- 勝者為王2008（2008年）

### テレビドラマ (その他)
- 百分百感覚（2002年）
- 三更之困𨋢（2003年）
- 男女字典（2003年）
- 功夫足球（カンフーサッカー）（2003年）
- 零日攻擊 ZERO DAY（2025年）

### 番組司会
- 先睇星期四
- 再睇星期五（香港ケーブルテレビ）
- 2006ケーブルテレビ・ワールドカップ・カーニバル（香港ケーブルテレビ・ワールドカップ・チャンネル）
- 價啱畀你（TVB翡翠台）
- 杜汶澤食住上（奇妙電視）

### テレビ番組 (TVB)
- 15/16（2006年）
- 問題娯楽圈（2007年）

### ラジオ番組
- 嘩嘩嘩打到黎（コマーシャルラジオ）（2001年～2004年）
- 在晴朗的一天出發（コマーシャルラジオ）（2004年～2006年）

### ラジオドラマ
- 奪鏢前傳（コマーシャルラジオ）
- 黄金少年（コマーシャルラジオ）

### 舞台
- 十九楼半的夏天（2001年）
- 大衛営

### 映画
1999年：
- 悪霊 ハウス・オブ・デモンズ　屍氣迫人
- 1959 某日某　1959 某日某

2000年：
- 正将
- 刑「殺之法」
- 江湖告急
- 流氓師表
- 縁份有Take 2
- 黒血
- 情陥百楽門
- 火爆刑警

2001年：
- 男歌女唱
- 地久天長
- 有人説愛我
- 陰陽愛
- 冷戦　九龍冰室- 長髪 役
- 横行覇盗
- 烹屍之喪盡天良
- 正将

2002年：
- インファナル・アフェア　無間道 - 傻強 役
- ゴールデン・チキン　金雞
- 絶世好B - 陸安同 役
- 賭神之神
- 乾柴烈火
- 豬扒大聯盟
- 黒道風雲
- 一碌蔗
- 五個嚇鬼的少年
- 九個女仔一隻鬼
- 頑皮鬼

2003年：
- 恋の風水バトル 行運超人
- ゴールデン・チキンII　金雞II
- インファナル・アフェア 無間序曲　無間道II - 傻強 役
- インファナル・アフェアIII　終極無間　無間道III 終極無間 - 傻強 役
- 絶種鉄金剛 - 關仁 役
- 大丈夫 - 徐嬌 役
- ブラック・シティ 黒白森林 黑白森林
- 下一站...天后
- スー・チーin ミスター・パーフェクト 奇逢敵手
- 絶種好男人
- 剣客之恋 老鼠愛上貓 - 韓彰（二鼠） 役
- 1:99 電影行動 1:99 電影行動

2004年：
- 墨斗先生
- 身驕肉貴 - 畢嘉生 役
- 六壮士
- 我要做Model
- インファナル・アンフェア 無間笑 精裝追女仔2004
- エンター・ザ・フェニックス 大佬愛美麗
- ベルベット・レイン 江湖

2005年：
- 頭文字D THE MOVIE　頭文字D
- ブラッディ・レイン 黒白戦場
- 情義我心知 - 黄海 役
- 童夢奇縁 - 男警察 役

2006年：
- イザベラ（Isabella）伊莎貝拉 - 馬振成 役
- 縁邀知音（A Melody Looking）
- 傷だらけの男たち（Confession of Pain）　傷城 - 崔永光 役

2007年：
- 戯王之王（The Simply Actor）
- 些細なこと 破事児

2008年：
- 同門
- 停車
- 帰り道 回家的路

2009年
- 大捜査の女 大捜査之女（Lady Cop & Papa Crook、中国大陸では2008年配給）

2010年：
- トリプルタップ 鎗王之王（Triple Tap）
- 人間喜劇（La Comédie humaine）

2011年：
- 最強囍事（All's Well, Ends Well 2011）
- ハッピーイヤーズ・イブ（Love in Space）全球熱戀
- 桃さんのしあわせ（A Simple Life）桃姐
- 白蛇伝説〜ホワイト・スネーク〜（The Sorcerer and the White Snake）白蛇傳説

2012年：
- 低俗喜劇 低俗喜劇

2013年：
- 借金取りとマネージャー（中国語版）（Netflix配信題）超級經理人

2014年：
- ゴッド・ギャンブラー レジェンド 賭城風雲
- 大性豪 豪情3D
- アバディーン（中国語版） 香港仔

2016年：
- ご飯だ！ 開飯啦！

2017年：
- 空手道（中国語版）  空手道

2018年：
- G殺（中国語版） G殺

### 映画 (吹き替え版)
- ブラックマスク2（2002年）
- スパイキッズ3-D:ゲームオーバー（2003年）
- 老夫子：反斗偵探（2003年）
- シュレック2（2004年）
- シュレック3（2007年）

## 音楽作品

### 歌曲
- 『兄弟』（映画『ベルベット・レイン』主題歌）
- 『勇猛成大将』（映画『インファナル・アンフェア 無間笑』主題歌）
- 『眼睛想旅行』
- 『開心到震』
- 『賓妹正傳』
- 『董太我好驚你』
- 『我愛的人』

### アルバム
- 合氣道（AVEP）（2006年）

## 広告作品

### テレビと一般広告
- Fairwoodファーストフード店（2003年～）
- ワンテル（一電通） - IDD 1686（2004年）

### 一般広告
- LF痩身配方（雑誌広告）（2003年）
- 舒悦泰（薬品）（2004年）
- 欧多爾（音響組合）（2004年）

### その他の広告
- モトローラV360（2005年）